# Marathon de Berlin 2016
Navigation
Édition précédente Édition suivante
Le Marathon de Berlin 2016 est la 43e édition du Marathon de Berlin, en Allemagne, qui a lieu le dimanche 25 septembre 2016. 

## Résultats

### Hommes
| Rang | Athlète              | Nationalité | Temps   |
| ---- | -------------------- | ----------- | ------- |
|      | Kenenisa Bekele      | Éthiopie    | 2:03:03 |
|      | Wilson Kipsang       | Kenya       | 2:03:13 |
|      | Evans Chebet         | Kenya       | 2:05:31 |
| 4    | Sisay Lemma          | Éthiopie    | 2:06:56 |
| 5    | Eliud Kiptanui       | Kenya       | 2:07:47 |
| 6    | Geoffrey Ronoh       | Kenya       | 2:09:29 |
| 7    | Alfers Lagat         | Kenya       | 2:09:46 |
| 8    | Yohanes Gebregergish | Érythrée    | 2:09:48 |
| 9    | Jacob Kendagor       | Kenya       | 2:10:01 |
| 10   | Suleiman Simotwo     | Kenya       | 2:10:22 |

### Femmes
| Rang | Athlète          | Nationalité | Temps    |
| ---- | ---------------- | ----------- | -------- |
|      | Aberu Kebede     | Éthiopie    | 2:20:45  |
|      | Birhane Dibaba   | Éthiopie    | 2:23:58  |
|      | Ruti Aga         | Éthiopie    | 2:24:41  |
| 4    | Reia Iwade       | Japon       | 2:28:16  |
| 5    | Katharina Heinig | Allemagne   | 2:28:34  |
| 6    | Janet Ronoh      | Kenya       | 02:29:35 |
| 7    | Dolinin Elena    | Israël      | 02:35:59 |
| 8    | Cassie Fien      | Australie   | 02:37:28 |
| 9    | Claire McCarthy  | Irlande     | 02:38:00 |
| 10   | Gladys Ganiel    | Irlande     | 02:39:10 |